# Distrito de Satupa'itea
Satupa'itea es uno de los once distritos administrativos de Samoa, posee una población (según cifras del censo del año 2001) de 5.556 pobladores. Tiene una superficie de 127 km², lo que da una densidad de 43.74 habitantes por kilómetro cuadrado. Su ubicación consiste en dos secciones separadas dentro de la isla de Savai'i. Su ciudad capital es Gautavai.
El título supremo de este distrito es el Tonumaipe'a. Especialmente en Alataua (la mitad occidental del distrito).
- Datos: Q651573